# 奧爾漢埃利

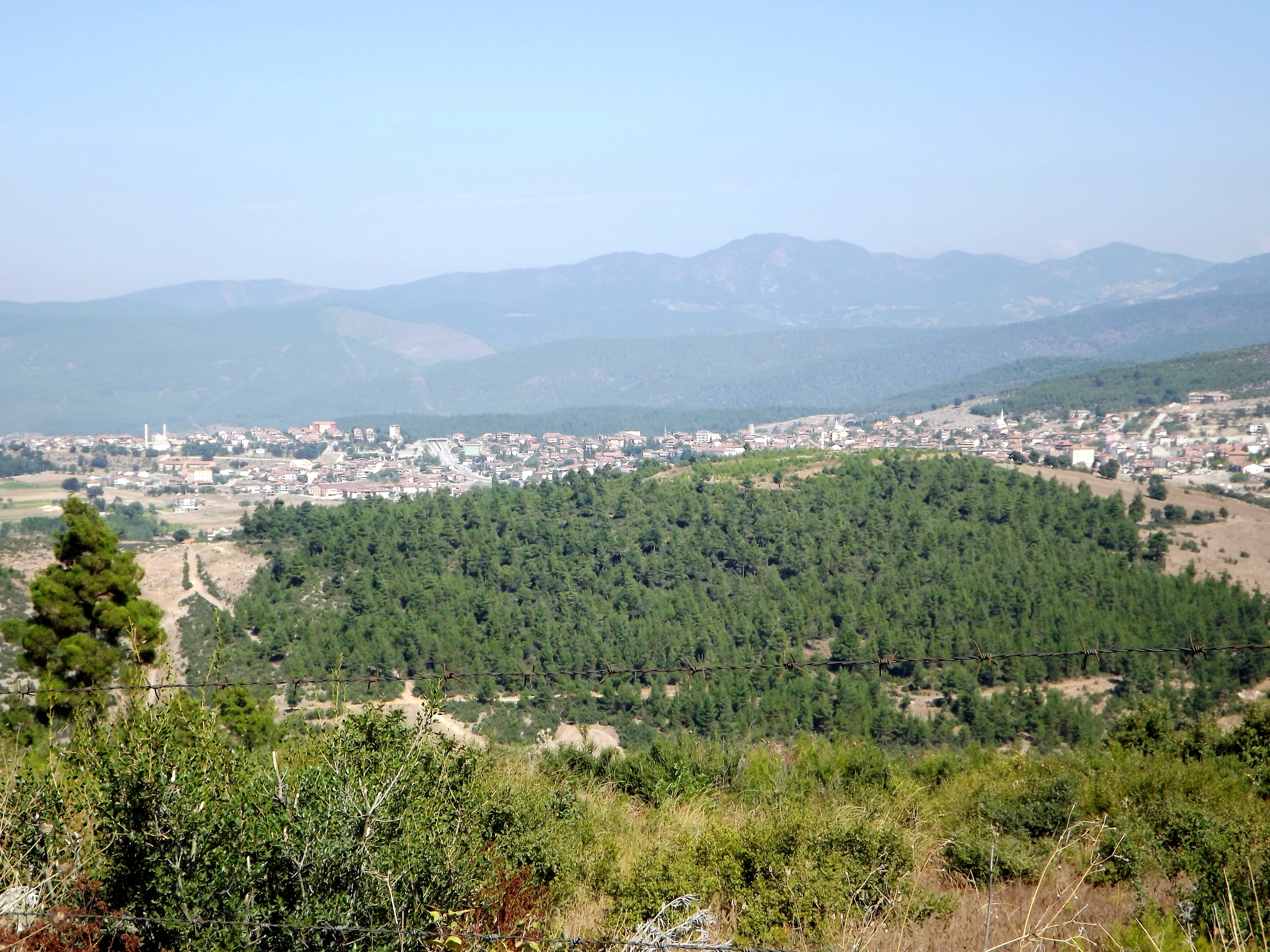
Orhaneli

奧爾漢埃利是土耳其的城鎮，由布爾薩省負責管轄，位於該國西南部，面積764平方公里，海拔高度487米，主要經濟活動是農業和畜牧業，2011年人口7,744。
39°54′N 28°59′E / 39.900°N 28.983°E